# 博利紹耶湖 (摩爾曼斯克州)

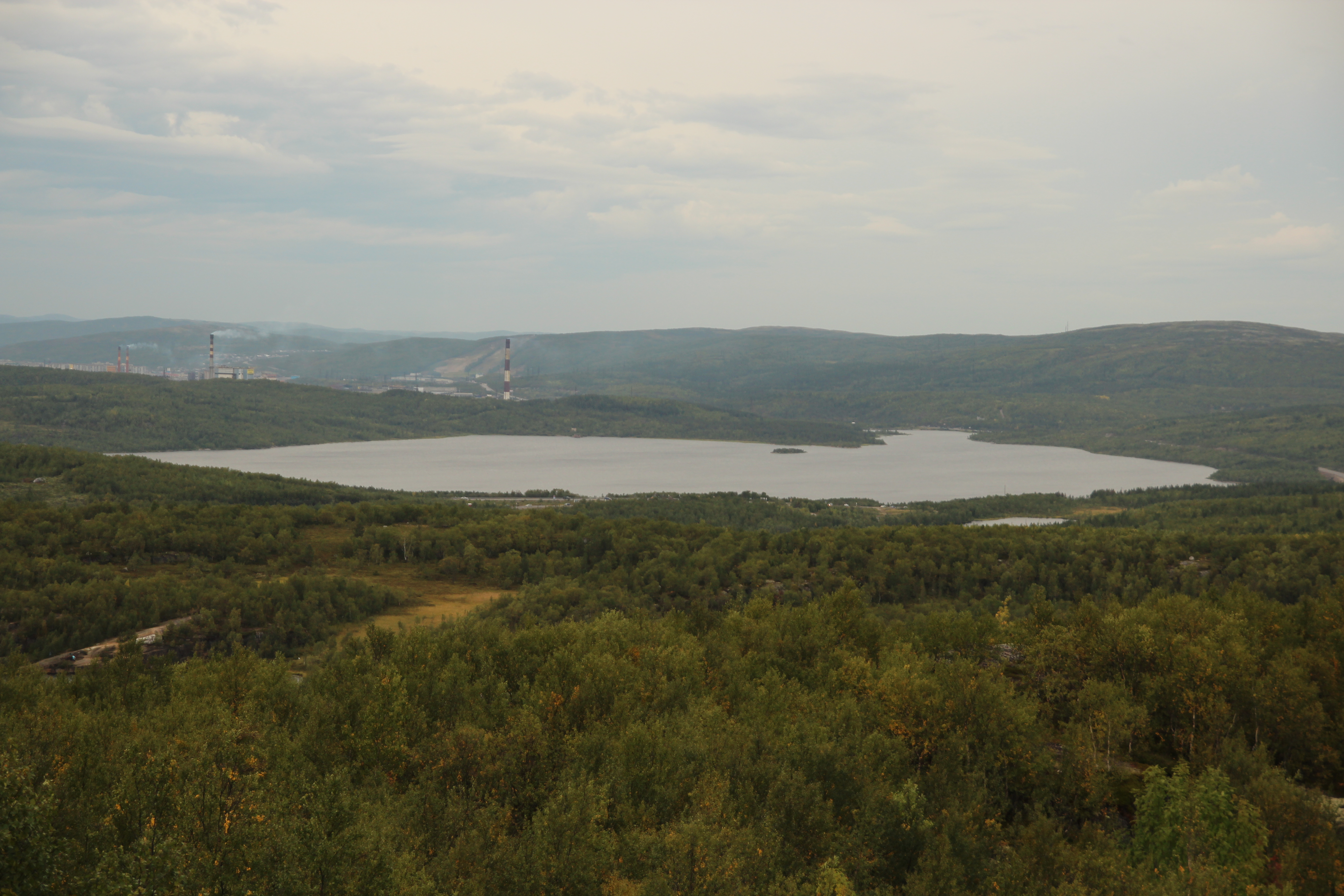

博利紹耶湖（俄语：Большое），是俄羅斯的湖泊，位於該國西北部，由摩爾曼斯克州負責管轄，長2.5公里、寬1公里，面積1.32平方公里，海拔高度62米，集水區面積38平方公里。